# Pietro Domenico Olivero

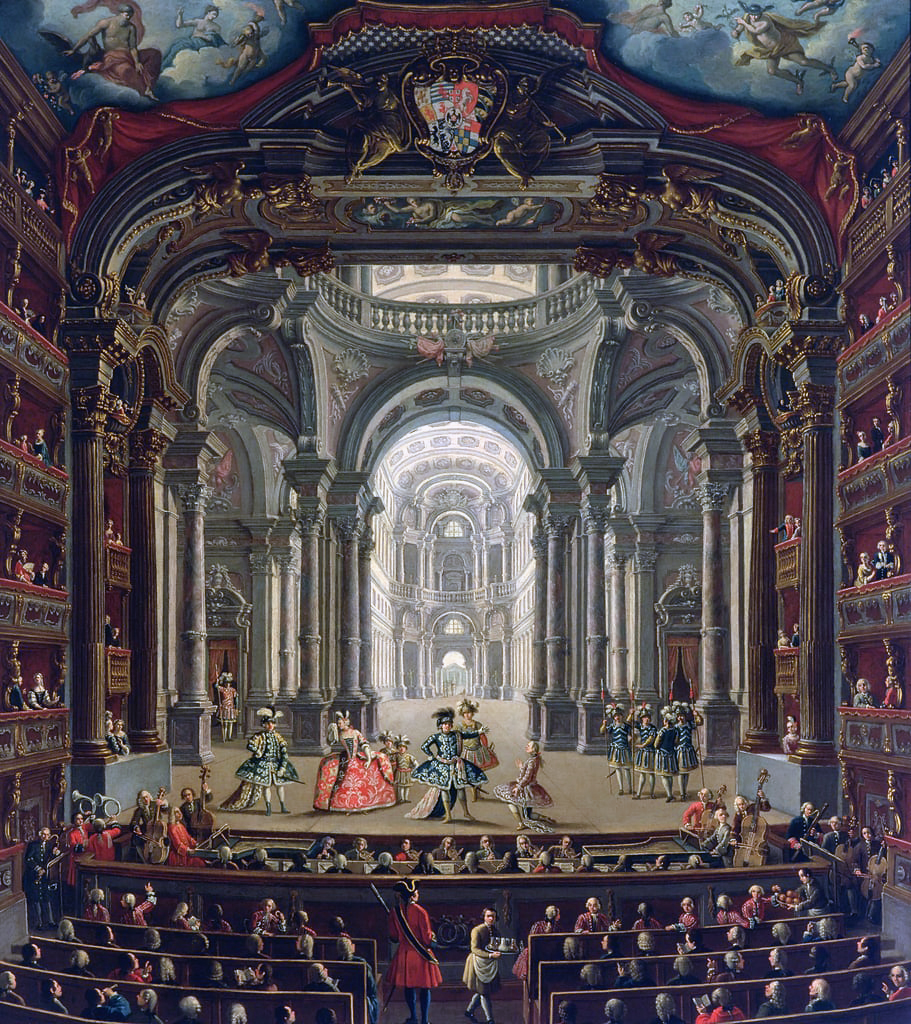
Inaugurazione del Teatro Regio di Torino

Pietro Domenico Olivero (Torino, 1º agosto 1679 – Torino, 13 gennaio 1755) è stato un pittore italiano.

## Biografia
Il pittore torinese Pietro Domenico Olivero (o Ollivero) è ormai riconosciuto maestro nell'ambito della pittura bambocciante italiana della prima metà del Settecento e a lui si deve una fedele immagine della società torinese dell'epoca. Olivero ha infatti delineato, con grazia malinconica e pensosa, con partecipe ed umana trepidazione, le folle e i luoghi della Torino settecentesca, consegnandoci una preziosa testimonianza della civiltà piemontese del suo tempo, testimonianza assolutamente primaria anche nell'ambito di studi collegati alla storia dell'arte: sulla società, sui costumi e la moda, sugli usi, i ceti e la cucina.
Oggetto di approfonditi studi storici ed artistici nel corso degli ultimi anni, Olivero ha rivelato un retroterra culturale costituito da intensi studi di pittura: soprattutto sull'arte fiamminga, che a Torino fu particolarmente gradita dalla corte e dai collezionisti privati. 
I molti documenti ritrovati sull'Olivero (l'atto di nascita, l'atto di morte, il testamento e molti documenti da lui personalmente sottoscritti lo registrano con tale nome che appare pertanto quello da adottare) hanno anche permesso di ricostruire in modo abbastanza chiaro la sua non facile vicenda umana. 

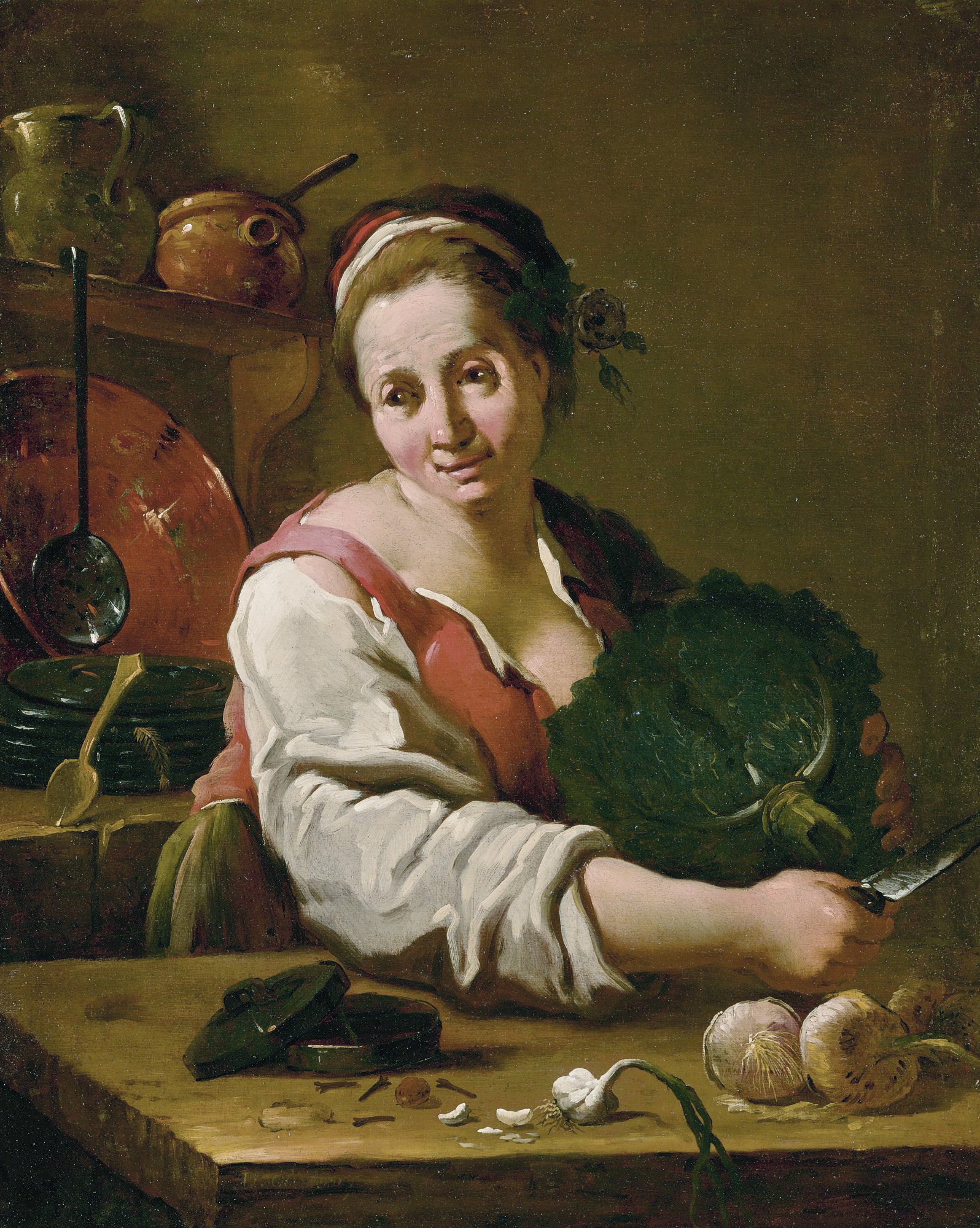
Una cuoca in cucina

Il pittore nasce nel 1679 a Torino da una modesta famiglia di origine ligure; viene al mondo storpio di entrambe le gambe per via di una lussazione congenita delle anche, che gli renderà per tutta la vita la deambulazione assai penosa e che lo costringerà a camminare sempre appoggiato al bastone; la malattia gli impedirà lo sviluppo degli arti inferiori trasformandolo in un nano con il corpo sviluppato normalmente e le gambe ripiegate. Nonostante la grave disgrazia, allora senza cure, e accompagnata da scarse risorse economiche, Pietro Domenico non si scoraggia; cresce di umor lieto e gioviale ed è fin da giovinetto assai intelligente e riflessivo. Dotato di spiccata vena ironica (gli strali delle sue invettive erano, secondo i biografi, assai penetranti), esorcizza la malattia ritraendosi in molti dipinti, a volte allegro e spensierato, a volte assorto e meditabondo, sempre però osservatore o partecipe di eventi.
Precocemente inclinato alla pittura, è protetto da Vittorio Amedeo II che gli consiglia di dedicarsi a soggetti aulici. Olivero tuttavia preferisce aggirarsi per le strade e le piazze di Torino piene di popolo: pascolo più dilettevole per la sua immaginazione I primi documenti di pagamento per opere artistiche eseguite per i Savoia datano 1712. Da recenti ricerche, il pittore risulta già ben attivo alla fine del Seicento, con uno stile formato ed inconfondibile: un suo dipinto firmato e datato 1698 è prossimo allo stile di Peter Van Laer, detto il Bamboccio.
Pittore assai amato e stimato dalla Corte e dalla nobiltà piemontese, Olivero lavora ininterrottamente fino al termine della vita (1755), realizzando una vastissima quantità di opere.
Si onora dell'amicizia dei potenti di Torino: il Marchese di Ormea, primo ministro del re, non esita a chiamarlo "amico" ed ama discutere con lui delle cose correnti per averne il "savio giudizio"; tutte le domeniche lo invita a pranzo nel suo splendido palazzo torinese, nel quale colleziona centinaia di quadri preziosi, fra cui molti proprio dell'Olivero. Il primo pittore di corte - il raffinato e colto Claudio Francesco Beaumont (1694-1766) - lo stima e lo presenta pubblicamente come il migliore artista d'Italia nel suo genere pittorico.
L'influsso di Olivero si è esercitato durevolmente fin quasi alla fine del Settecento su molti pittori piemontesi, tuttavia pochi sono quelli di cui è provato per via documentaria un tirocinio presso di lui o comunque un rapporto diretto. Oltre a Giovanni Michele Graneri (1708-1762), lepido autore di bambocciate e di scene di vita torinese, per via documentaria è stato dimostrato che Angela Maria Pittetti (1690 circa-1763), detta Palanca, nota pittrice di bambocciate, fu sua allieva ed amica fin dal 1711. Tra gli artisti che ne subirono maggiormente l'influenza, possono essere ricordati Angelo Vacca senior e Carlo Pascale d’Illonza.